# Kalinik (Aleksandrow)
Kalinik, imię świeckie Dimityr Rajczew Aleksandrow (ur. 11 marca 1931 w Mygliżu, zm. 25 grudnia 2016 w Sofii) – bułgarski biskup prawosławny. 

## Życiorys
W 1947 wstąpił do seminarium duchownego w Płowdiwie. Naukę w seminarium ukończył w 1952. W tym samym roku podjął studia teologiczne w Akademii Duchownej św. Klemensa z Ochrydy w Sofii, którą ukończył po czterech latach. W czasie studiów był psalmistą i dyrygentem chóru cerkiewnego przy cerkwi Ikony Matki Bożej „Życiodajne Źródło” w Sofii. Po zakończeniu nauki przeprowadził się do Starej Zagory, gdzie pracował w dotychczasowym charakterze w soborze Matki Bożej. W 1960 metropolita starozagorski Klemens przyjął od niego wieczyste śluby mnisze w Monasterze Kazanlyszkim. 10 lipca tego samego roku biskup lewkijski Parteniusz wyświęcił go na hierodiakona. Dwa lata później wyjechał do ZSRR, gdzie odbył dwuletnie specjalistyczne studia teologiczne w Moskiewskiej Akademii Duchownej. 7 czerwca 1962 patriarcha moskiewski i całej Rusi Aleksy I wyświęcił go na hieromnicha. W 1964 otrzymał godność archimandryty. Od 1968  wyjechał na dalsze studia do Bossey, Lozanny, Berna i Genewy, gdzie przebywał przez rok. Po powrocie do Bułgarii w 1970 został przełożonym Monasteru Rylskiego; funkcję tę pełnił do 1971. W tym samym roku w soborze św. Aleksandra Newskiego w Sofii został wyświęcony na biskupa wielickiego, wikariusza eparchii sliweńskiej. Od 1974 był metropolitą wraczańskim.
Uczestniczył w kontrolowanych przez radzieckie służby specjalne ruchu na rzecz pokoju na świecie. Wielokrotnie atakował Stany Zjednoczone, zarzucając im politykę zbrojeń zagrażającą pokojowi. O ile tego rodzaju wypowiedzi były typowe dla lojalnych wobec władz komunistycznych hierarchów Bułgarskiego Kościoła Prawosławnego, Kalinik okazał się w tego typu działalności szczególnie aktywny.
W 1992 należał do grupy hierarchów bułgarskich, którzy wypowiedzieli posłuszeństwo patriarsze Bułgarii Maksymowi, zarzucając, iż jego wybór został dokonany z pogwałceniem prawa kanonicznego. Przystąpił wówczas do niekanonicznego Bułgarskiego Kościoła Prawosławnego (Synodu alternatywnego) i został pozbawiony przez Patriarchat Bułgarski wszystkich godności duchownych. W 1998 poprzez złożenie aktu pokuty wrócił do Bułgarskiego Kościoła Prawosławnego i ponownie mianowany metropolitą wraczańskim.
W styczniu 2012 komisja badająca archiwa tajnych służb komunistycznej Bułgarii podała, że Kalinik (Aleksandrow) był agentem KDS o pseudonimie Rilski.
Zmarł w 2016 po krótkiej chorobie nowotworowej.